# (6329) Hikonejyo
(6329) Hikonejyo es un asteroide perteneciente al cinturón de asteroides, región del sistema solar que se encuentra entre las órbitas de Marte y Júpiter.
Fue descubierto el 12 de marzo de 1992 por Atsushi Sugie desde el Observatorio Astronómico Dynic.

## Designación y nombre
Designado provisionalmente como 1992 EU1 fue nombrado por el castillo Hikone,  un castillo japonés ubicado en la prefectura de Shiga, Japón, además de que es el sitio histórico más famoso de la ciudad de Hikone.

## Características orbitales
Hikonejyo está situado a una distancia media del Sol de 2,244 ua, pudiendo alejarse hasta 2,543 ua y acercarse hasta 1,945 ua. Su excentricidad es 0,133 y la inclinación orbital 7,086 grados. Emplea 1227,85 días en completar una órbita alrededor del Sol.

## Características físicas
La magnitud absoluta de Hikonejyo es 13,51. Tiene 5,571 km de diámetro y su albedo se estima en 0,327.